# سيسنا 165
سيسنا 165 (بالإنجليزية: Cessna 165)‏ هي طيران مدني أنتجت في 1935 بالولايات المتحدة. من صناعة سيسنا. كان أول طيران لها في 1935. صنع منها 228 طائرة.